# Procédure (psychologie)
Pour les articles homonymes, voir Procédure.
 (mars 2023).
Si vous disposez d'ouvrages ou d'articles de référence ou si vous connaissez des sites web de qualité traitant du thème abordé ici, merci de compléter l'article en donnant les références utiles à sa vérifiabilité et en les liant à la section « Notes et références ».
La procédure correspond à la façon de faire, d'entreprendre et « de s'y prendre ». On parle aussi des connaissances procédurales qui correspondent aux savoir-faire. Elles répondent à la question « comment faire ? ». 
Elles consistent également à appliquer des règles dans une démarche compréhension/réussite, et à inventer des règles dans la démarche réussite/compréhension (Jean Piaget).